# Стеклов, Пётр Михайлович
Петр Михайлович Стеклов (1880 — ?) — советский политический, государственный деятель.

## Биография
Петр Михайлович Стеклов родился в 1880 году в селе Быковка Васильсурского уезда Нижегородской губернии Российской империи в семье священнослужителя (дьякона). Русский. Член Коммунистической партии с 1919 года.

### Образование
В 1895—1900 годах слушатель духовной семинарии (г. Нижний Новгород), член Всероссийского союза семинаристов.
1907—1912. Учеба в Демидовском юридическом лицее, г. Ярославль.
В 1917 году окончил Петроградскую военно-юридическую академию.

### Трудовая деятельность
В 1900 году арестован (гг. Ставрополь Самарской губернии, Ярославль), сослан на поселение (с. Быковка).
В 1901 году сидел в тюрьме (г. Васильсурск), отбывал наказание в г. Ярославле, сослан в г. Усть-Сысольск, затем в г. Мологу (Ярославская губерния).
1904. Служба в царской армии.
В 1912—1914 годах статистик земской управы (гг. Ярославль, Углич, Мышкин, Ростов, Пошехонь, Борисоглебск).
В 1918 году работал на фабрике, в октябре 1918 года мобилизован в РККА.
1918—1919. Представитель Всероссийской чрезвычайной эвакуационной комиссии при Самарской центрколлегии, военный следователь Ревтрибунала Южной группы войск, заместитель председателя, председатель Реввоентрибунала 12-й армии.
В январе-июне 1920 года заместитель председателя, председатель Реввоентрибунала Киргизского края (г. Оренбург).
1920—1921. Член окружного Реввоентрибунала Заволжского военного округа,
До апреля 1921 года председатель Оренбургско-Тургайского губревтрибунала.
04.1921-10.1922. Заместитель Наркома юстиции Киргизской (Казахской) АССР, врид. Наркома юстиции КАССР. Участвовал в работе коллегии Малого СНК Киргизской (Казахской) ССР как представитель НК юстиции (05.1921-22).
С октября 1921 по январь 1922 года председатель Малого Совнаркома Киргизской (Казахской) АССР.
В октябре 1922 года командирован в Казахское промбюро ВСНХ.
Кандидат в члены КазЦИК (1921-22).